# Bijan Moini

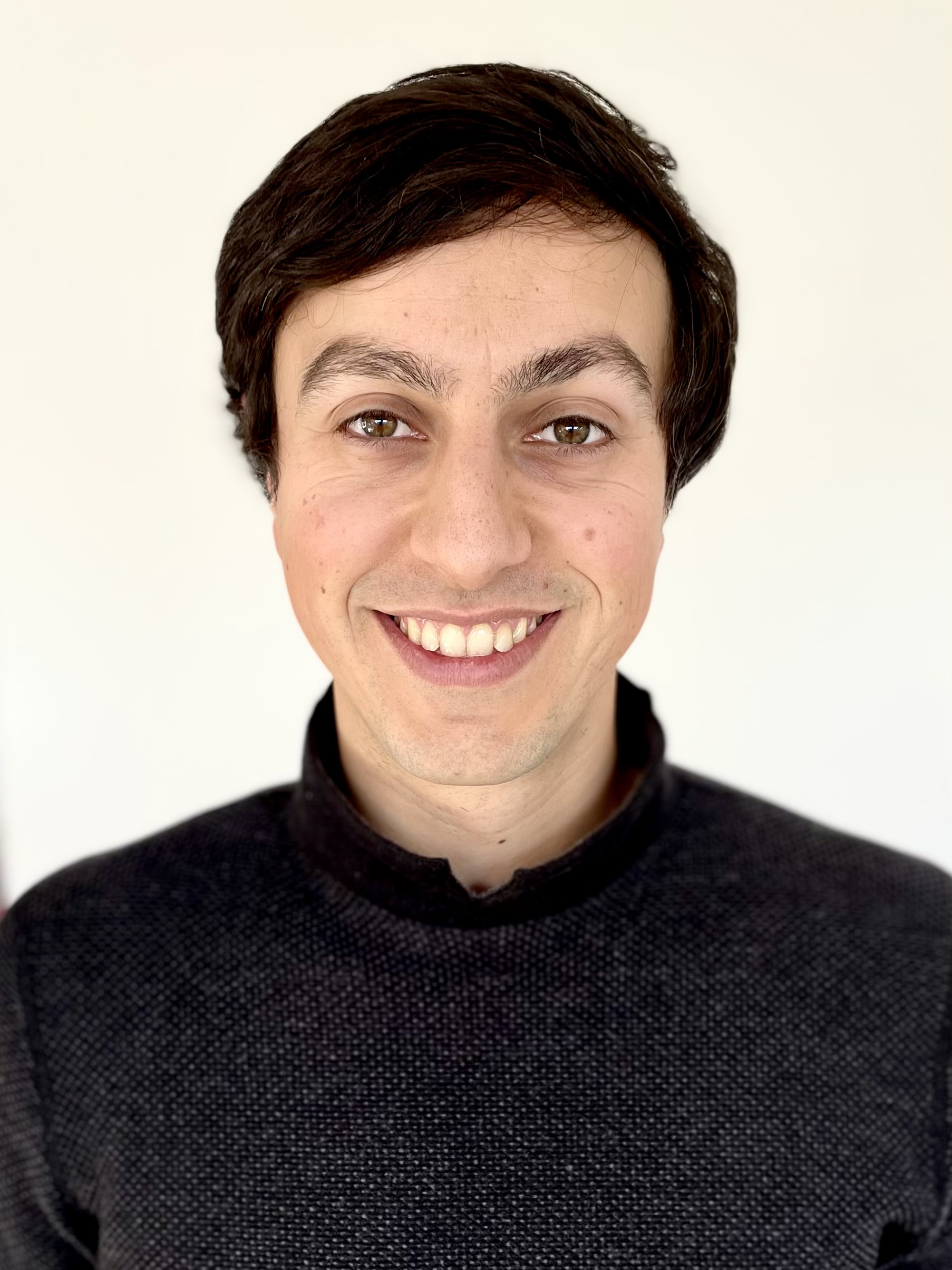
Bijan Moini (2021)

Bijan Moini (* 1984 bei Karlsruhe) ist ein deutscher Schriftsteller, Sachbuchautor und Jurist.

## Leben
Moinis Eltern flohen nach der islamischen Revolution 1979 aus dem Iran nach Deutschland. Moini studierte Jura in München und Paris. Nach Promotion und Referendariat arbeitete er als Rechtsanwalt für eine Wirtschaftskanzlei und koordiniert heute als Syndikusanwalt Verfassungsbeschwerden der Gesellschaft für Freiheitsrechte. Er beschäftigt sich mit gesellschaftspolitischen Themen wie Überwachung und Datenschutz, seine Texte erschienen u. a. auf Spiegel Online und in der FAZ sowie regelmäßig bei Deutschlandfunk Kultur. 
Seit 2020 ist Moini ehrenamtliches Mitglied im Medienrat der Medienanstalt Berlin-Brandenburg. Außerdem ist er ehrenamtliches Mitglied des Vorstands der Stiftung Jeder Mensch e.V., die sich zur Durchsetzung der sechs von Ferdinand von Schirach in seinem Buch Jeder Mensch vorgestellten Grundrechte gegründet hat.
Seine Dissertation Staatliche Warnungen vor entlassenen Straftätern erschien 2013 als Buch.
2019 veröffentlichte er seinen ersten Roman Der Würfel, für den er 2020 den Phantastik-Literaturpreis Seraph für das beste Debüt erhielt und der ebenfalls 2020 mit dem Deutschen Science-Fiction-Preis für den besten deutschsprachigen Roman ausgezeichnet wurde. 2020 erschien von ihm Rettet die Freiheit! Ein Weckruf im digitalen Zeitalter, ein Essay über die Herausforderungen der Digitalisierung für unsere Freiheit. 2021 erschien Unser gutes Recht. Was hinter den Gesetzen steckt, ein Überblick über das deutsche Rechtssystem und seine Geschichte.
Moini ist Co-Host des Podcasts Dein gutes Recht der Bayerischen Landeszentrale für politische Bildungsarbeit sowie wiederkehrender Experte im Podcast Schmetterlingseffekt des Deutschlandradios. 

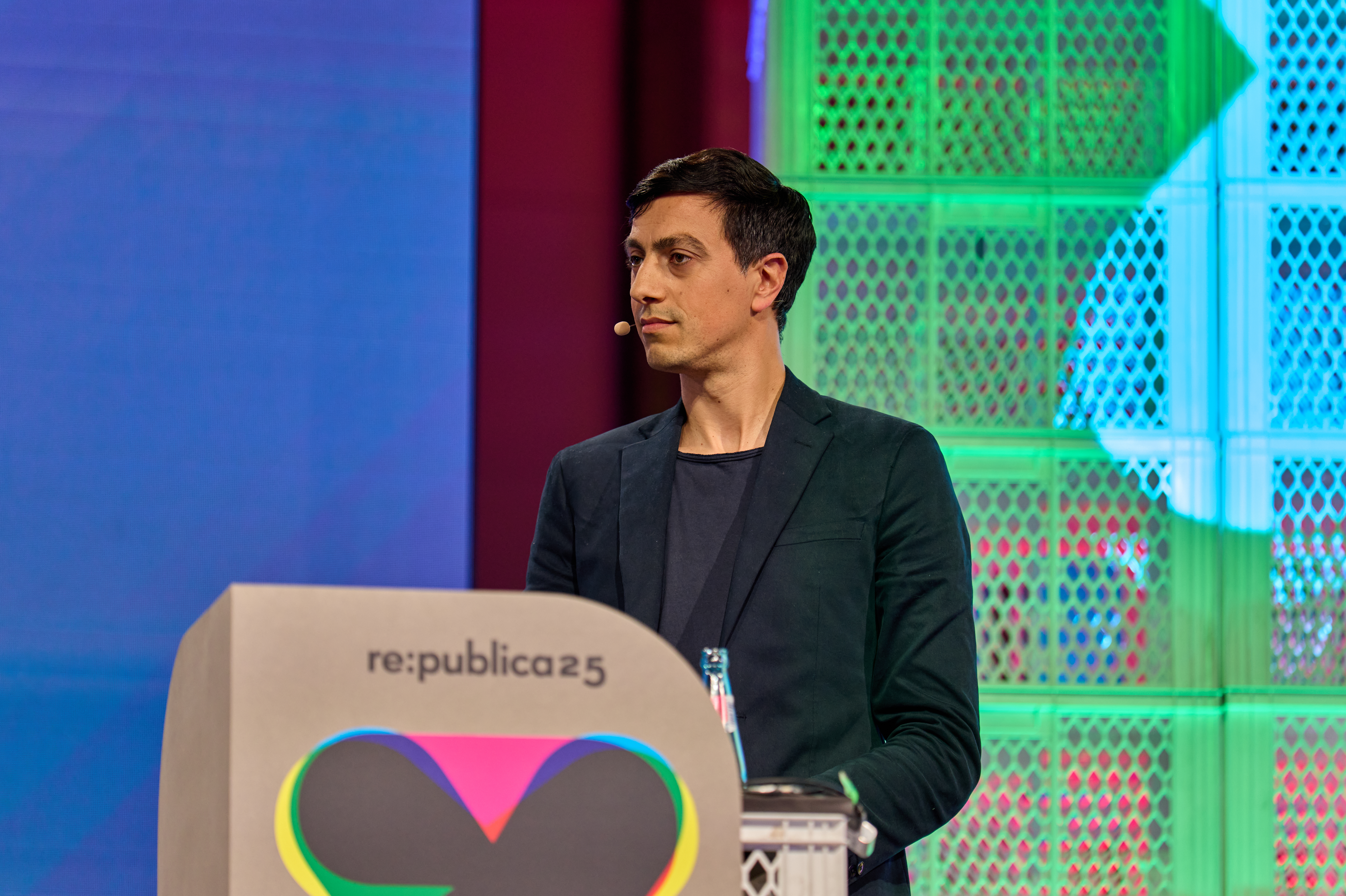
Bijan Moini auf der re:publica 2025

Zusammen mit Matthias Bäcker erwirkte er das Urteil des Bundesverfassungsgerichts zur Ausland-Ausland-Fernmeldeaufklärung des Bundesnachrichtendienstes vom 19. Mai 2020 sowie das Urteil des Bundesverfassungsgerichts vom 26. April 2022 zum Bayerischen Verfassungsschutzgesetz (BayVSG). Zusammen mit Sebastian Golla erwirkte er das Urteil des Bundesverfassungsgerichts vom 16. Februar 2023 zur automatisierten Datenauswertung durch die Polizei. Wiederum zusammen mit Matthias Bäcker erwirkte er das Urteil des Bundesverfassungsgerichts vom 1. Oktober 2024 zum Bundeskriminalamtgesetz.
Moini lebt mit seiner Familie in Berlin.

## RomanDer Würfel
Der Roman spielt in der nahen Zukunft in Deutschland, die Gesellschaft wird von einem alle Bereiche umfassenden Computerprogramm, dem Würfel, dominiert. Dieses Programm ist eine Kombination aus Facebook, Virtueller Realität, Sozialkredit-System und KI. Berechenbarkeit ist zum Ziel der meisten Menschen geworden, denn damit steigen Einkommen und Chancen. Einige wenige verweigern sich, darunter der Held der Geschichte, Taso Doff, ein Gaukler, der versucht, das System zu täuschen, wo es nur geht. Er hat unfassbar wenige Sozialpunkte, entscheidet sich nach Zufallprinzipien, um nicht berechenbar zu sein, und schützt konsequent seine Privatsphäre. Sein Leben ändert sich, als er eine Frau kennenlernt.
Florian Jung vom WDR meinte:

„Abgesehen von einer etwas vorhersehbaren Liebesgeschichte ist das Buch spannend, ideenreich und bringt den Leser zum Nachdenken. Wie viele gute Dystopien deswegen, weil sie schon in Teilen Wirklichkeit sind.“

## Veröffentlichungen
- Staatliche Warnungen vor entlassenen Straftätern, Duncker & Humblot, Berlin 2013
- Der Würfel, Atrium, Zürich 2019, ISBN 978-3-85535-059-9
- Rettet die Freiheit, Atrium, Zürich 2020, ISBN 978-3-85535-098-8
- Unser gutes Recht. Was hinter den Gesetzen steckt, Hoffmann und Campe, Hamburg 2021, ISBN 978-3-455-01223-1